# Glucosa-6-fosfat isomerasa

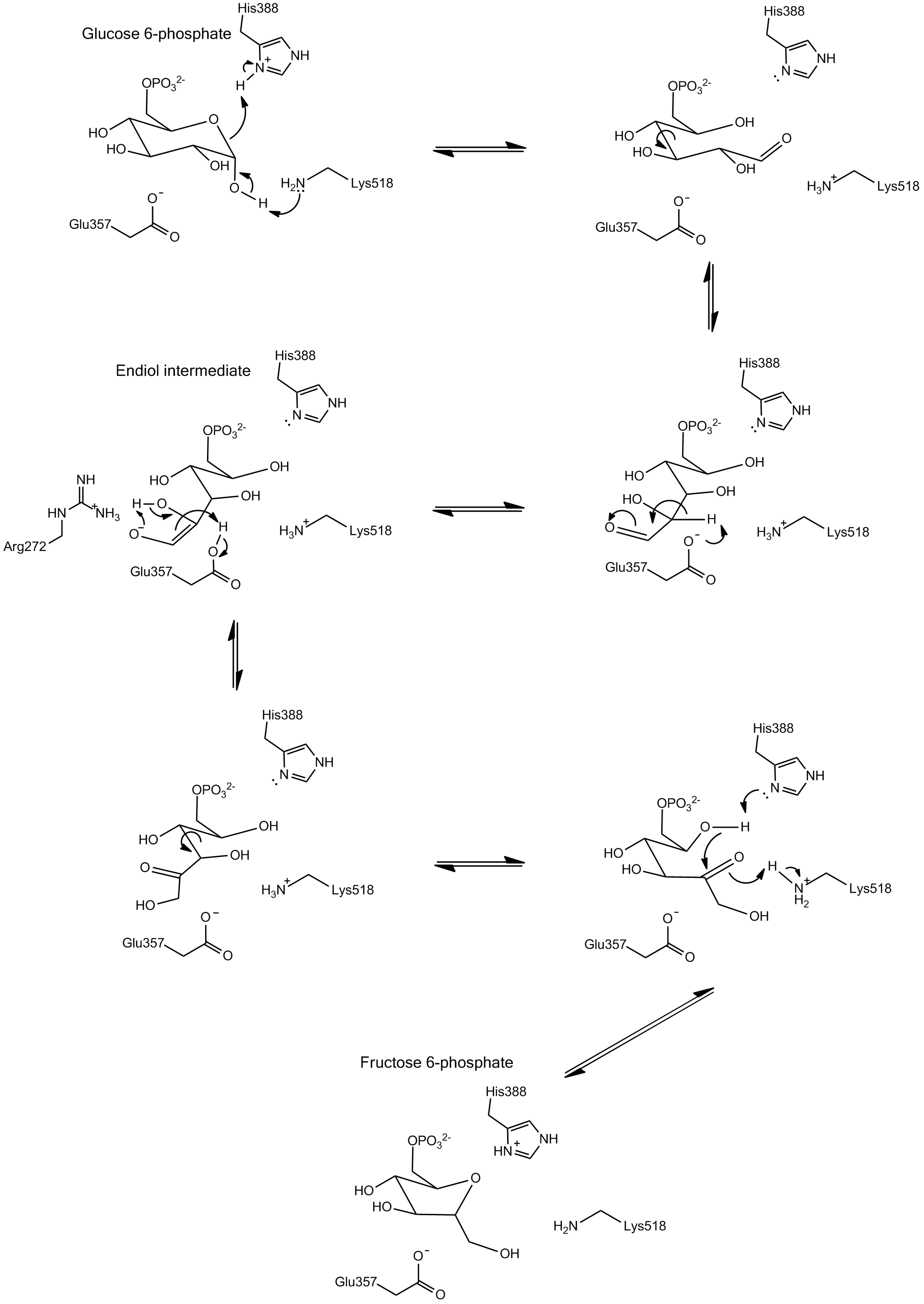
Mecanisme de la reacció de la fosfoglucosa isomerasa.

La glucosa-6-fosfat isomerasa,(en anglès:Glucose-6-phosphate isomerase o alternativament coneguda com a phosphoglucose isomerase o phosphohexose isomerase) és un enzim que catalitza la conversió de la glucosa-6-fosfat cap a fructosa 6-fosfat dins el segon pas de la glicòlisi.
La variant humana d'aquest enzim es codifica pel gen GPI.

## Funció
Aquest gen pertany a la família GPI els embres de la qual codifiquen proteïnes implicades en vies energètiques. La proteïna codificada per aquest gen és un enzim dimèric que catalitza la isomerització reversible de la glucosa-6-fosfat i la fructosa-6-fosfat.
glucosa-6-fosfat ⇔ fructosa-6-fosfat
Aquesta proteïna té funcions diferents dins i fora de la cèl·lula. Dins del citoplasma, aquesta proteïna està implicada en la glicòlisi i la gluconeogènesi, mentre que fora de la cèl·lula la seva funció és de factor neurotròfic per les neurones. Aquesta mateixa proteïna en les cèl·les amb càncer on s'anomena en anglès autocrine motility factor i estimula la metàstasi. Defectes en aquest gen causen anèmia hemolítica i en deficiència severa causen la mort neonatal i problemes neurològics.